# Zaus abbreviatus
Zaus abbreviatus är en kräftdjursart som beskrevs av Georg Ossian Sars 1904. Zaus abbreviatus ingår i släktet Zaus och familjen Harpacticidae. Arten är reproducerande i Sverige. Inga underarter finns listade i Catalogue of Life.